# Kalka techniczna

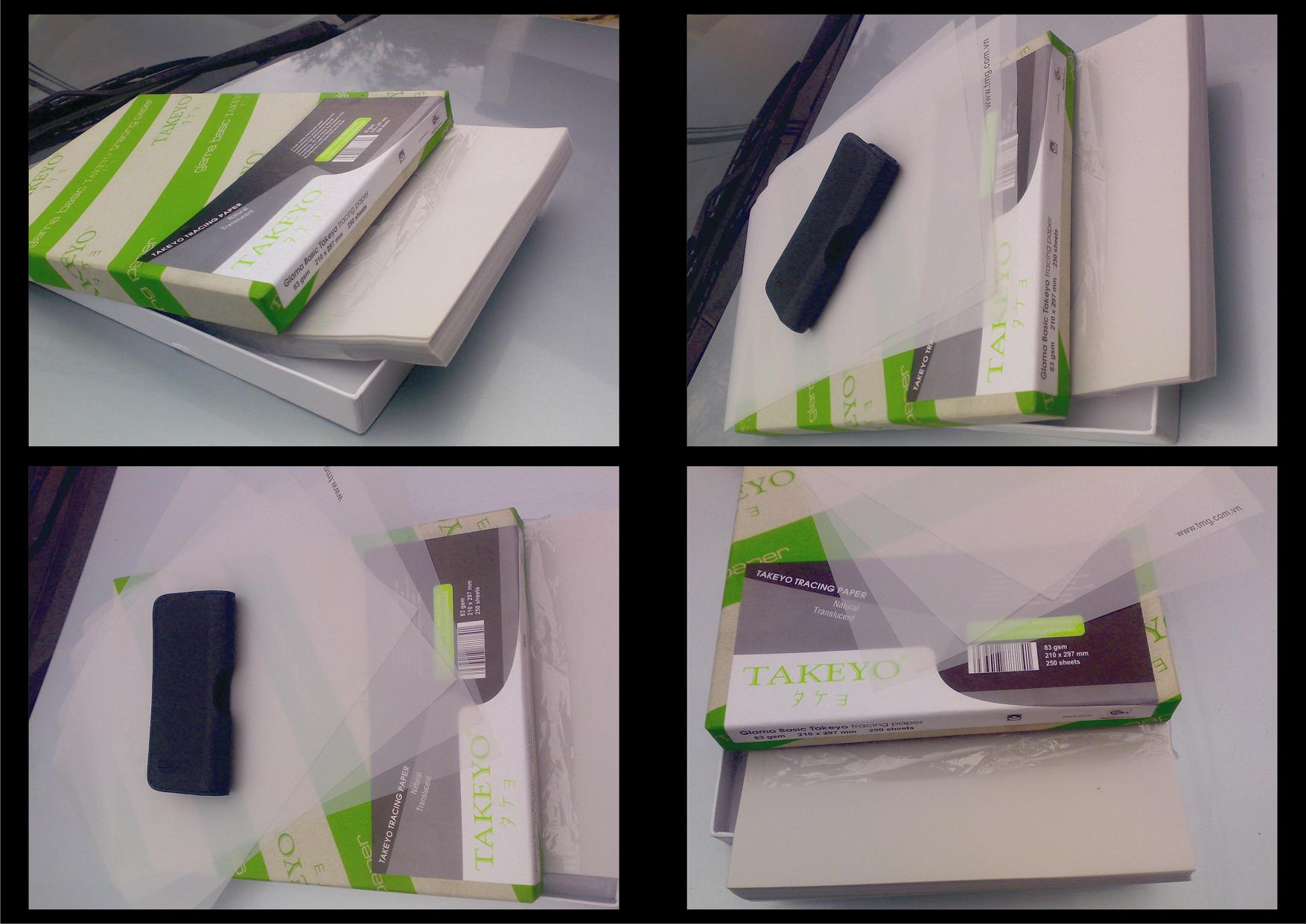
Kalka techniczna

Kalka techniczna (kalka kreślarska, kalka szkicowa) – rodzaj przezroczystego papieru o gramaturze 40-100 g/m², który jest używany głównie do sporządzania na nim rysunków technicznych ołówkiem lub tuszem.
Kalka techniczna cechuje się:
- dobrą wytrzymałością mechaniczną (zwłaszcza na zginanie i przedarcie)
- równą, gładką powierzchnią (ale bez połysku)
- stabilnością wymiarową
- odpornością na wymazywanie
- odpornością na wielokrotne skrobanie korekcyjne
- brakiem skłonności do przedzierania się wzdłuż linii prowadzonych twardym ołówkiem
- neutralnym pH

Kalka techniczna absorbuje wilgoć z powietrza atmosferycznego, w wyniku czego ulega marszczeniu. Powinna być opakowana w papier wodoodporny.
Standardowe parametry kalk technicznych według norm ISO
| Masa arkusza   | Gęstość   | Wilgotność  | Chropowatość        | Przezroczystość | Wytrzymałość na rozciąganie | Odczyn powierzchni |
| -------------- | --------- | ----------- | ------------------- | --------------- | --------------------------- | ------------------ |
| ISO 536 (g/m²) | (kg/m³)   | ISO 287 (%) | ISO 8791-2 (ml/min) | ISO 2469 (%)    | ISO 1974 (mN)               | ISO 6588-1 (pH)    |
| 42             | 1200–1235 | 7           | 100–300             | 79 ±5           | 220–440                     | 6–7                |
| 53             | 1200–1235 | 7           | 100–300             | 77 ±5           | 220–440                     | 6–7                |
| 63             | 1220–1250 | 7           | 100–300             | 75 ±5           | 220–440                     | 6–7                |
| 73             | 1220–1250 | 7,5         | 100–300             | 75 ±5           | 220–440                     | 6–7                |
| 83             | 1220–1250 | 7,5         | 100–300             | 75 ±5           | 220–440                     | 6–7                |
| 93             | 1220–1250 | 7,5         | 100–300             | 75 ±5           | 220–440                     | 6–7                |
| 100            | 1220–1250 | 7,5         | 100–300             | 75 ±5           | 220–440                     | 6–7                |
| 112            | 1220–1250 | 8           | 100–300             | 73 ±5           | 220–440                     | 6–7                |
| 130            | 1220–1250 | 8           | 100–300             | 69 ±5           | 220–440                     | 6–7                |
| 150            | 1220–1250 | 8           | 100–300             | 65 ±5           | 220–440                     | 6–7                |
| 160            | 1220–1250 | 8           | 100–300             | 61 ±5           | 220–440                     | 6–7                |
| 170            | 1220–1250 | 8           | 100–300             | 59 ±5           | 220–440                     | 6–7                |
| 190            | 1220–1250 | 8           | 100–300             | 55 ±5           | 220–440                     | 6–7                |
| 200            | 1220–1250 | 8           | 100–300             | 53 ±5           | 220–440                     | 6–7                |
| 240            | 1220–1250 | 8           | 100–300             | 47 ±5           | 220–440                     | 6–7                |
| 280            | 1220–1250 | 8           | 100–300             | 45 ±5           | 220–440                     | 6–7                |